# فهرستگان
فهرستی از تمامی یا قسمتی از مجموعه چند کتابخانه که بر مبنای موضوع، نویسنده یا عنوان تنظیم شده باشند. صفت مشخصه فهرستگان این است که هر برگه حاوی نام کتابخانه  یا کتابخانه‌هایی است که کتاب مزبور را در مجموعه خود دارند. فهرستگان ممکن است به مجموعه مواد چند کتابخانه در موضوع خاصی اختصاص داشته باشد که در آن صورت آن را فهرستگان ویژه می‌نامند و موضوع مربوطه باید به نام آن اضافه شود، مثل فهرستگان مواد دیداری و شنیداری.